# 妖怪大戰爭 Guardians
《妖怪大戰爭 Guardians》是2021年日本奇幻動作冒險恐怖電影，由三池崇史執導，渡邊雄介編劇，寺田心主演。

## 演員
- 寺田心 飾演 渡邊兄
- 杉咲花 飾演 狐面女
- 豬股怜生 飾演 渡邊弟
- 安藤櫻 飾演 姑獲鳥
- 大倉孝二 飾演 猩猩
- 三浦貴大 飾演 天狗
- 大島優子 飾演 雪女
- 赤楚衛二 飾演 天邪鬼
- SUMIRE 飾演 茨木童子
- 北村一輝 飾演 渡邊綱
- 松嶋菜菜子 飾演 渡邊禮香
- 岡村隆史 飾演 小豆洗
- 遠藤憲一 飾演 夜道怪
- 石橋蓮司 飾演 大首
- 柄本明 飾演 老人
- 大森南朋 飾演 滑瓢
- 大澤隆夫 飾演 隱神刑部
- HIKAKIN 飾演 他自己
- 神木隆之介 飾演 加藤先生

## 製作
2020年9月，宣佈製作令和版《妖怪大戰爭》。該片由三池崇史執導，渡邊雄介編劇，寺田心主演。2020年11月，宣佈杉咲花和大澤隆夫加盟演員陣容，分別飾演狐面女和隱神刑部。2021年1月，宣佈大森南朋、安藤櫻、大倉孝二、三浦貴大和大島優子加盟演員陣容，分別飾演滑瓢、姑獲鳥、猩猩、天狗和雪女。2021年2月，宣佈赤楚衛二和SUMIRE加盟演員陣容，分別飾演天邪鬼和茨木童子。

### 製作人員
- 導演：三池崇史
- 編劇：渡邊雄介
- 製作總指揮：角川歷彥、荒俁宏
- 製作：OLM
- 發行商：東寶、KADOKAWA

## 漫畫
2020年12月26日起於《月刊少年Ace》連載漫畫，由鈴木小波作畫。

### 出版書籍
| 卷數 | KADOKAWA      | KADOKAWA               |
| 卷數 | 發售日期      | ISBN                   |
| ---- | ------------- | ---------------------- |
| 1    | 2021年4月26日 | ISBN 978-4-04-111375-2 |
| 2    | 2021年8月10日 | ISBN 978-4-04-111831-3 |

## 外部連結
- 官方网站（日語）
- 妖怪大戰爭 Guardians的X（前Twitter）（日語）
- 互联网电影数据库（IMDb）上《妖怪大戰爭 守護者》的资料（英文）